# Coupe de France féminine de volley-ball amateur
Cet article traite de la compétition féminine. Pour la compétition masculine, voir Coupe de France masculine de volley-ball amateur.
Ne doit pas être confondu avec la Coupe de France féminine professionnelle.
Pour les articles homonymes, voir Coupe de France.
La Coupe de France féminine de volley-ball amateur ou Coupe de France fédérale, est une compétition de volley-ball à élimination directe, organisée annuellement par la Fédération française de volley (FFVolley). Fondée en 2012, elle est réservée uniquement aux clubs amateurs qui lui sont affiliés (hors équipes réserves). Les divisions concernées sont la division Élite, la Nationale 1 (jusqu'en 2013), la Nationale 2, la Nationale 3, la Pré-Nationale (ou Régionale) et la Départementale.

## Histoire
À partir de la saison 2012-2013, la Fédération française de volley met en place une Coupe de France amateur, réservée aux clubs évoluant au niveau Élite et inférieur, et non invités à participer à la Coupe de France professionnelle.
La finale de la première édition a lieu le 30 mars 2013 au stade Pierre-de-Coubertin à Paris et voit la victoire du Terville Florange OC face au Vannes Volley-Ball (3-0 ; 25-18, 25-23, 25-19).
L'édition 2013-2014 est marquée par la victoire de l'AS Saint-Raphaël face au Vannes Volley-Ball (3-0 ; 25-19, 25-23, 25-17), qui échoue pour la deuxième fois consécutive en finale.
En 2020, la compétition est interrompue puis annulée en raison de la pandémie de Covid-19. L'édition suivante, en 2021, n'est également pas disputée.
Lors de la saison 2022-2023, la formule de la compétition prévoit à partir du stade des demi-finales, l'organisation d'une Finale à quatre (Final Four). Elle regroupe quatre formations du championnat Élite (Bordeaux-Mérignac, Quimper, Istres et Romans) et se dispute au palais des sports de Bordeaux. Le trophée est remporté par le club local face à Istres (3-1).

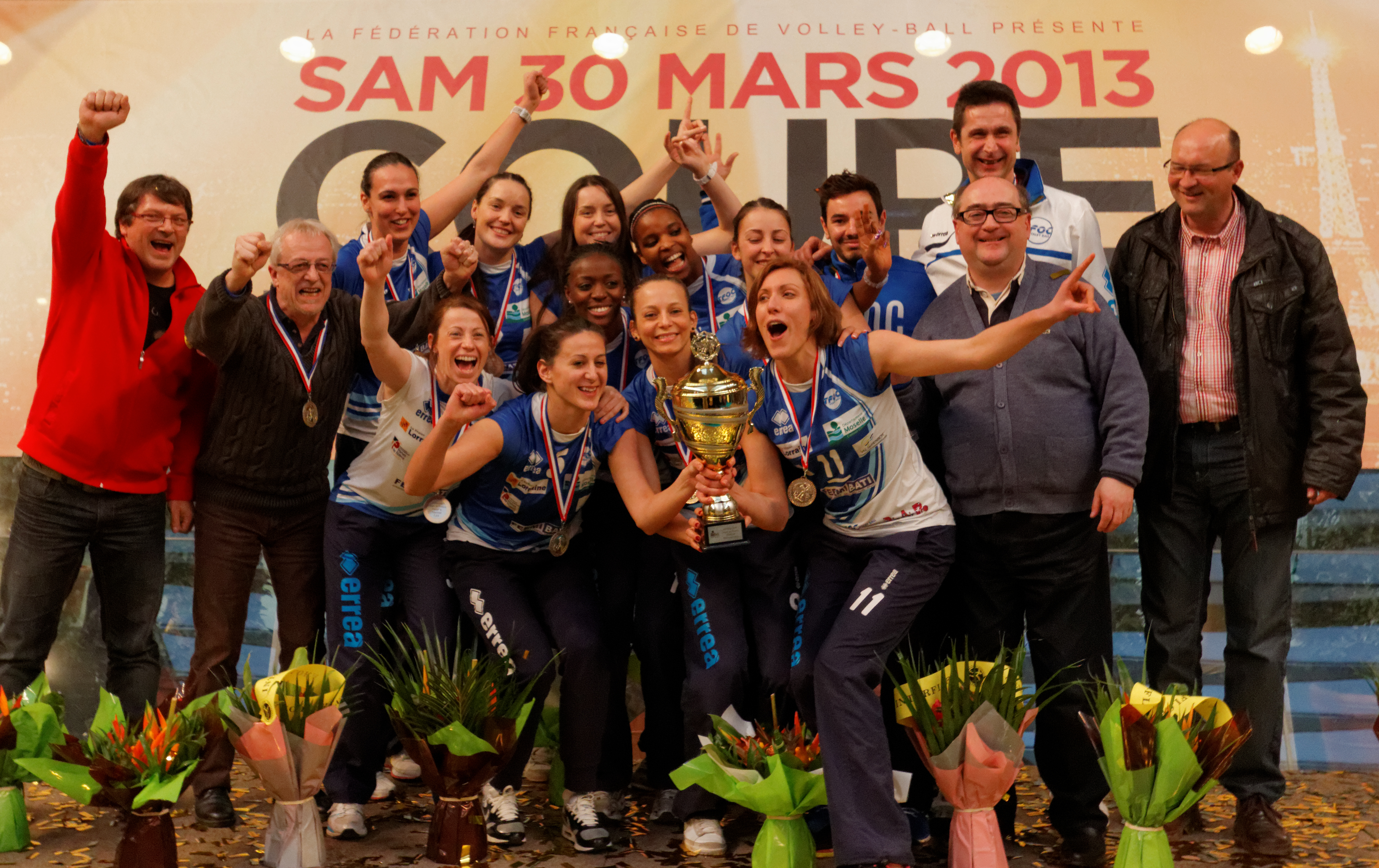
Le Terville FOC remporte la 1re édition en 2013.

## Palmarès

### Palmarès par édition
| Édition             | Année | Vainqueur            | Score de la finale                      | Finaliste          | Lieu de la finale                       |
| ------------------- | ----- | -------------------- | --------------------------------------- | ------------------ | --------------------------------------- |
| 1re                 | 2013  | Terville Florange OC | 3-0 (25-18, 25-23, 25-19)               | Vannes VB          | Paris, Pierre-de-Coubertin              |
| 2e                  | 2014  | AS Saint-Raphaël     | 3-0 (25-19, 25-23, 25-17)               | Vannes VB          | Paris                                   |
| 3e                  | 2015  | SES Calais           | 3-0                                     | MO Mougins         |                                         |
| 4e                  | 2016  | MO Mougins           | 3-2                                     | Quimper Volley 29  |                                         |
| 5e                  | 2017  | VBC Chamalières      | 3-1                                     | VC Marcq-en-Barœul | Clermont-F, Maison des Sports           |
| 6e                  | 2018  | MO Mougins           | 3-1                                     | VC Marcq-en-Barœul |                                         |
| 7e                  | 2019  | Terville Florange OC | 3-0                                     | Istres PV          |                                         |
| 8e                  | 2020  | Annulée              | Annulée                                 | Annulée            | Annulée                                 |
| 2021 : Non disputée |       |                      |                                         |                    |                                         |
| 9e                  | 2022  | Istres PV            | 3-0                                     | SES Calais         | Quimper, Halle des sports               |
| 10e                 | 2023  | Bordeaux-Mérignac    | 3-1 (23-25, 25-19, 25-23, 25-21)        | Istres PV          | Bordeaux, Palais des sports             |
| 11e                 | 2024  | Saint-Dié-des-Vosges | 3-0 (25-14, 25-16, 25-14)               | Bordeaux-Mérignac  | Saint-Dié-des-Vosges, Palais omnisports |
| 12e                 | 2025  | Saint-Dié-des-Vosges | 3-2 (25-21, 23-25, 25-22, 25-27, 15-11) | VB Pays Viennois   | Saint-Dié-des-Vosges, Palais omnisports |

### Palmarès par club
| Rang | Clubs                | Titre(s) | Victoire(s) | Finale(s) perdue(s) |
| ---- | -------------------- | -------- | ----------- | ------------------- |
| 1    | MO Mougins           | 2        | 2016, 2018  | 2015                |
| 2    | Terville Florange OC | 2        | 2013, 2019  |                     |
| 2    | Saint-Dié-des-Vosges | 2        | 2024, 2025  |                     |
| 4    | Istres PV            | 1        | 2022        | 2019, 2023          |
| 5    | SES Calais           | 1        | 2015        | 2022                |
| 5    | Bordeaux-Mérignac    | 1        | 2023        | 2024                |
| 7    | Saint-Raphaël Var    | 1        | 2014        |                     |
| 7    | VBC Chamalières      | 1        | 2017        |                     |
| 9    | Vannes VB            | 0        |             | 2013, 2014          |
| 9    | VC Marcq-en-Barœul   | 0        |             | 2017, 2018          |
| 11   | Quimper Volley 29    | 0        |             | 2016                |
| 11   | VB Pays Viennois     | 0        |             | 2025                |